# Crossroads - Le strade della vita
Crossroads - Le strade della vita (Crossroads) è un film statunitense del 2002 diretto da Tamra Davis.
Il film segna il debutto da attrice della cantante statunitense Britney Spears.

## Trama
In una piccola città della Georgia, le piccole Lucy, Kit e Mimi seppelliscono una "scatola dei desideri" e giurano di non aprirla fino alla sera del loro diploma. Tuttavia, man mano che il trio cresce, la loro amicizia svanisce: Lucy diventa la valedictorian introversa, Kit diventa la ragazza più popolare della scuola, e Mimi diventa un'emarginata che ha una gravidanza adolescenziale.
La sera del diploma, le tre si riuniscono per riprendere la "scatola dei desideri", ricordando i loro vecchi desideri: Kit voleva sposarsi, Lucy voleva trovare sua madre che l'ha abbandonata, e Mimi voleva viaggiare in California. Lucy e Kit cercano di convincere Mimi, che è incinta di cinque mesi, a non andare a Los Angeles per un'audizione per una casa discografica. Tuttavia, decidono di andare con lei nella città californiana la mattina successiva. Kit vedrà il suo fidanzato che è uno studente alla UCLA, e Lucy troverà sua madre a Tucson, in Arizona. All'insaputa di suo padre Pete, Lucy, Kit e Mimi partono in una Buick Skylark con Ben, un ragazzo che si offre di accompagnarle. Durante il viaggio, l'auto si guasta in Louisiana e, non avendo soldi, Mimi suggerisce di cantare in un bar di New Orleans per guadagnare delle mance. Al bar, Mimi non riesce cantare a causa della sua paura per il palcoscenico. Lucy prende il suo posto e viene applaudita dal pubblico, guadagnando abbastanza soldi per riparare la macchina e continuare il loro viaggio.
Mentre soggiornano in un motel in Alabama, Kit dice a Lucy e Mimi di aver sentito che Ben è finito in prigione per aver ucciso un uomo. Intimorite per la maggior parte del viaggio, le ragazze finalmente si confrontano con Ben circa la voce, ma il ragazzo rivela che in realtà è andato in prigione per aver portato la sua sorellastra oltre i confini di stato senza il consenso dei genitori, perché il suo patrigno stava abusando di lei. Lucy e Ben si innamorano, e le ragazze iniziano a riavvicinarsi parlando delle loro preoccupazioni: Lucy rivela che sua madre ha abbandonato lei e suo padre quando aveva tre anni, ma crede ancora che sua madre voglia vederla di nuovo; Kit, che era in sovrappeso da bambina, rivela che sua madre l'ha mandata in un campo estivo fino a quando ha raggiunto il suo peso forma; Mimi racconta che il padre del suo bambino non è il suo ex-fidanzato Kurt, ma un uomo che l'ha stuprata a una festa, e che ha intenzione di dare il suo bambino in adozione.
A Tucson, Lucy trova sua madre Caroline, che vive insieme al suo nuovo marito e i suoi figli, e non ha voglia di vederla. Caroline rivela che Lucy è nata da una gravidanza involontaria e che non vuole avere niente a che fare con lei, lasciando Lucy con il cuore spezzato. Al motel, Ben consola Lucy e la impressiona scrivendo musica per una poesia che ha scritto durante il viaggio. Lucy torna da Kit e Mim e finalmente raggiungono Los Angeles.
Una sera, Kit porta Mimi con lei per sorprendere il suo fidanzato Dylan. Rimasti soli insieme nel motel, Lucy perde la sua verginità con Ben. Kit e Mimi arrivano a casa di Dylan e lo trovano con un'altra donna. Kit si rende conto che è stato Dylan a violentare Mimi, e gli dà un pugno in faccia. Mentre scappa, Mimi cade dalle scale e perde il suo bambino. In ospedale, Lucy e Kit la consolano mentre affronta la sua perdita.
Lucy chiama suo padre per portare lei, Kit e Mimi a casa, ma le due amiche le dicono che dovrebbe andare all'audizione al posto di Mimi. Lucy rifiuta e si prepara a partire con loro e suo padre, ma si rende conto che tutto ciò che ha fatto è stato per compiacere suo padre invece di se stessa. Lucy dice a suo padre di lasciarla andare, corre da Ben, e si baciano. Lei, Kit e Mimi vanno all'audizione con Ben e ricevono una standing ovation dopo la loro esecuzione della sua canzone, I’m Not a Girl, Not Yet a Woman. Le ragazze seppelliscono così la "scatola dei desideri" su una spiaggia di Los Angeles, decidendo di non fare più desideri per il futuro, ma di concentrarsi sul presente e sulla loro amicizia.

## Produzione
All'inizio del 2001, Britney Spears ha detto che aveva intenzione di fare il suo debutto cinematografico. Lei e il suo team hanno poi creato un progetto, che è stato successivamente sviluppato dalla creatrice di Grey’s Anatomy, Shonda Rhimes.
Le riprese di Crossroads sono iniziate nel marzo 2001 a New Orleans, Metairie, Baton Rouge e Tangipahoa Parish, vicino alla città natale della protagonista. A causa del fatto che la cantante stava registrando il suo terzo album in studio insieme alla produzione del film, le riprese sono finite solo dopo sei mesi. Altre scene sono state girate nella contea di Los Angeles, in California.

## Accoglienza

### Incassi
Con un budget di 12 milioni di dollari, Crossroads fu proiettato in 2,380 cinema dal 15 febbraio 2002 ed ha guadagnato 5.2 milioni di dollari al giorno di debutto. Alla quarta settimana dal rilascio il film si trovava ancora tra i primi dieci film più visti. In totale Crossroads ha guadagnato 37,191,304 di dollari negli Stati Uniti, riguadagnando più del 60.8% delle spese di produzione della Paramount. Internazionalmente, ha guadagnato 23,949,726 di dollari, per un totale di 61,141,030 di dollari nel mondo.

### Critica
Negli Stati Uniti Crossroads ha ricevuto recensioni contrastanti, molte hanno affermato che l'unica persona ad interpretare bene la sua parte fu la Spears. Nonostante ciò, furono varie le critiche positive. L'Hollywood Reporter disse: «Davis dirige una produzione a basso budget che è piacevolmente senza pretese». E! disse che lo stile allegro nell'interpretazione della Spears era più piacevole da guardare della prova data da Mariah Carey in Glitter.

## Riconoscimenti
- 2002 - MTV Movie Awards
  - Candidatura come miglior performance rivelazione a Britney Spears
  - Candidatura come miglior vestito a Britney Spears
- 2002 - Teen Choice Awards
  - Candidatura come miglior attrice a Britney Spears
  - Candidatura come miglior star emergente a Britney Spears
  - Candidatura come miglior intesa in un film a Britney Spears & Anson Mount

## Colonna sonora
Nel film sono presenti tre canzoni di Britney Spears tratte da Britney, il suo album del 2001. Si tratta dei singoli Overprotected, I'm Not a Girl, Not Yet a Woman e I Love Rock 'n' Roll. Una colonna sonora originale fu pubblicata con sei canzoni prese dal film.

### Tracce
1. Britney Spears - "I Love Rock 'n' Roll" - 3:05
2. Mystikal - "Shake It Fast" - 4:15
3. Matthew Sweet - "Girlfriend" - 3:40
4. Jars of Clay - "Unforgetful You" - 3:20
5. Bowling for Soup - "Greatest Day" - 3:14
6. Britney Spears - "Overprotected" (Js16 Remix) - 6:07
7. Britney Spears - "I'm Not a Girl, Not Yet a Woman"